# Dopeclvb
«Dopeclvb» (рус. Доуп Клаб; стилизовано прописными буквами через пробел — «D O P E C L V B») (ныне — «Dopeclvbworld», также именуемое «Dope Clvb Olympic Clvb Bitch») — музыкальная группа и творческое объединение, основанное в 2012 году уроженцами Уфы. Основными участниками группы являются хип-хоп исполнители Basic Boy, Glebasta Spal и i61. За всё своё существование группа выпустила 4 общих микстейпа и множество сольных музыкальных релизов.

## История

### Становление
В 2008 году был создан рэп-коллектив «L'Squad», куда входили i61, 43ai (на тот момент Verse43), Gera Pkhat и Ivan Aggressive, которые познакомились на почве увлечения хип-хопом и граффити в столице Башкортостана — Уфе. Через несколько лет группа распадается и каждый участник занимается сольным музыкальным творчеством.
Basic Boy и Glebasta Spal учились в одной школе, и так же познакомились благодаря общему хобби. Также ребята вместе состояли в музыкальном коллективе «Good Times», куда входил ещё один человек.
Thomas Mraz, так же как и его будущие коллеги, увлекался «настенным искусством» и записывал фристайлы на аудиокассеты.
Участники группы часто принимали участие в различных состязаниях по граффити и организовывали вечеринки, на которых они ещё больше сдружились.

### Основание
В 2012 году у i61 появляется идея основать своё творческое объединение под названием «Dopeclvb». Фёдор предложил Basic Boy вступить в коллектив, на что он сразу же дал согласие. Максим же, в свою очередь, пригласил в объединение Glebasta Spal и Thomas'а Mraz'а. Также недолгое время в коллективе прибывали Fvckfish и Golden Phill. В этом же году музыкальная группа выпускает свой дебютный микстейп под названием Dopetape, треки с которого были записаны как на авторские, так и на чужие инструменталы. В тот период времени стали набирать большую популярность американские творческие объединения «ASAP Mob» и «Odd Future», которые стали ориентирами в творчестве для молодых уфимцев.
Спустя год, этим же составом, коллектив выпускает продолжение первого микстейпа Dopetape 2.

### Признание общественности
В 2014 году редакция сайта Rap.ru составила список из 11, по их мнению, самых перспективных молодых рэп-исполнителей, в который вошли двое участников группы: i61 и Thomas Mraz. Параллельно, исполнители не забывали про сольное творчество. На протяжении 2014 года выходили такие музыкальные релизы, как Emotional VIII от Алмаса, Static от Глеба, Shelby от Фёдора и B#Y от Максима. В конце 2014 года давний друг Фёдора Boulevard Depo создаёт движение молодых рэп-исполнителей «YungRussia», куда вошли объединения «Dopeclvb», «Dead Dynasty», «Sabbat Cult», «Litalima» и рэпер Gera Pkhat.
С начала 2015 года ребята начинают плотно сотрудничать, ездить в общие концертные туры и записывать совместные музыкальные релизы. 23 апреля 2015 года вышел третий по счёту микстейп группы под названием Dop3tape, в записи которого также приняли участие Jeembo, Tveth и Pharaoh.
Осенью 2016 года движение «YungRussia» объявило о своём распаде и его участники отправились полным составом в прощальный концертный тур Harvest Time. Один из его основателей, Даниель, сообщил об этом в официальном сообществе в социальной сети «ВКонтакте». Он аргументировал это решение тем, что участники достигли своей цели и вправе развалить объединение.
В период с 2016 по 2018 год трое участников музыкального объединения выпустили свои дебютные студийные альбомы. Алмас представил публике May13, Максим — Supernormal. Vol.1, а Фёдор — Shelby 3.

### Микстейп «Dopet4pe» — Уход Thomas'а Mraz'a из коллектива
Зимой 2017 года один из участников группы, а именно Thomas Mraz, подписал контракт с концертным агентством «Booking Machine», главой которого являлся Oxxxymiron. Несмотря на это, Алмас ещё считался частью коллектива. 28 апреля 2017 года группа представила четвёртый по счёту микстейп Dopet4pe, после релиза которого Thomas Mraz объявил о своём уходе из коллектива, но продолжал сотрудничество с Glebasta Spal. В интервью сайту The Flow Basic Boy рассказал о уходе Алмаса из объединения без предупреждения своих коллег и о том, что они двое чуть не подрались, когда случайно встретились. Осенью 2017 года у Максима вышел дебютный студийный альбом под названием Supernormal. Vol.1, на котором имеется композиция Друг, с пародирующим припевом одной из композиций Алмаса — May13. Причём в конце данной песни Максим заявил, что это не дисс на Алмаса, а всего лишь послание. Алмас отреагировал на песню записью в Twitter'e: «Самые лучшие песни со мной или про меня». На эту запись отреагировал сам Максим, а также давний друг коллектива 43ai, ответив ему, что «самолюбие его съест». Далее, Алмас в шутку предложил Максиму вызвать его на «Versus Battle, на что второй так же в шутку попросил Rickey F написать ему текст на рэп-баттл. На это Геннадий саркастично согласился написать тексты сразу обоим. На этом перепалка в социальной сети прекратилась.

### Воссоединение
Весной 2025 года стало известно, что Dopeclvb впервые за 8 лет выступит в полном составе — 21 июня на фестивале «Пикник Афиши». Возвращению предшествовал релиз сингла «Bombay» 29 ноября 2024 года, записанного всеми участниками объединения (i61, Thomas Mraz, Basic Boy, Глебаста). Трек, приуроченный к 12-летию Dopeclvb, представляет собой ремикс оригинальной композиции с микстейпа «Dopetape 2» (2013). Позже, 21 февраля 2025 года, обновлённый «Bombay» вошёл в альбом i61 «Storytell 2» в качестве сингла.

## Состав
- i61 — музыка, арт, дизайн, видео-продакшн, анимация
- Basic Boy — музыка
- Glebasta Spal — музыка
- Thomas Mraz — музыка
- Настя Тусина — менеджмент, арт, дизайн, фото, видео-продакшн
- Nickie Zimov — арт, музыка

## Дискография

### Микстейпы
- 2012 — микстейп Dopetape
- 2013 — микстейп Dopetape 2
- 2015 — микстейп Dop3tape
- 2017 — микстейп Dopet4pe

### Сольные релизы
2012
- i61 и Fvckfish — мини-альбом Episode1
- i61 и Fvckfish — мини-альбом Episode2: PartyTrip
- Fvckfish — микстейп Nights
- Fvckfish — микстейп Nights II
- Fvckfish — микстейп Nights III
- i61 — мини-альбом Sergei Sergei
- Fvckfish — микстейп Nights IV

2013
- Fvckfish — микстейп Nights V
- i61 — мини-альбом Soulyard/Kanion1

2014
- Basic Boy — микстейп B#Y
- Thomas Mraz — мини-альбом Emotional VIII
- i61 — микстейп Shelby
- Glebasta Spal — мини-альбом Static

2015
- Basic Boy и Glebasta Spal — мини-альбом «Вишнёвый сок»
- i61 — мини-альбом Rage Mode (Rage Action) (совместно с Pharaoh)
- i61 — микстейп Shelby 2: Infinity

2016
- Thomas Mraz — студийный альбом May13
- i61 — мини-альбом Rare Gods. Vol.1 (совместно с Boulevard Depo)
- Basic Boy и Glebasta Spal — мини-альбом GPRS
- i61 — мини-альбом Rare Gods. Vol.2 (совместно с Boulevard Depo)
- Thomas Mraz — мини-альбом Do Not Shake The Spear
- Padillion — мини-альбом Soulmotion

2017
- i61 — микстейп «Ай»
- Devika Shawty —  микстейп «Элоуви»
- Padillion — мини-альбом king spring
- i61 — мини-альбом «Я молодой придурок» (совместно с Лауд)
- Basic Boy — студийный альбом Supernormal. Vol.1
- Padillion — мини-альбом Passion & Depression

2018
- Padillion — мини-альбом «Ублюдок»
- Padillion — студийный альбом «Радуга»
- Thera Macabre — микстейп Matobu to Macabre
- Diatonica Triangle — Comprehension
- Basic Boy — мини-альбом Superlove
- i61 — студийный альбом Shelby 3

2019
- Basic Boy — студийный альбом Superworld
- i61 — мини-альбом HI-LYTE
- Basic Boy — мини-альбом NUDE(S)
- Glebasta Spal - студийный альбом Massive (Новое прочтенье)

2020
- Thera Macabre — студийный альбом Matobu Omtu Mthera
- i61 — студийный альбом ANGELWAVE[32]

2021
- Glebasta Spal — мини-альбом дневное шоу
- i61 — мини-альбом BLOODRAIN

2022
- Glebasta Spal — студийный альбом PROGREZZZ
- Basic Boy — студийный альбом Ничто, Никогда[33]
- Glebasta Spal — мини-альбом 2022 Colour
- Glebasta Spal — студийный альбом ВЕТЕР
- Glebasta Spal —  студийный альбом PROGRESS NOIZE
- Glebasta Spal — мини-альбом PREQUEL

## Видеография
Все музыкальные видеоклипы, опубликованные на официальном Youtube-канале «Dopeclvb».
| Год  | Исполнители                    | Название              | Режиссёры                                         |
| ---- | ------------------------------ | --------------------- | ------------------------------------------------- |
| 2014 | Glebasta Spal                  | «#UfaBoyz»            | Тимур Габдрахманов                                |
| 2015 | i61                            | «Aborigenobernethics» | i61, Flesh и Visnu                                |
| 2015 | Thomas Mraz                    | «May13»               | Blue Berry Production                             |
| 2015 | Glebasta Spal, Basic Boy и i61 | «Уровень Бога»        | Visnu                                             |
| 2015 | Basic Boy и Glebasta Spal      | «ТаняДашаКатя»        | Zephyr Production                                 |
| 2016 | Basic Boy и Glebasta Spal      | «Девочка Интернет»    | Войо и Zephyr Production                          |
| 2017 | Basic Boy и i61                | «Лоулайф»             | Kosmodrome                                        |
| 2017 | i61 и Boulevard Depo           | «Rare First Basement» | Nicky Zimov, i61, Boulevard Depo                  |
| 2017 | i61 и PowerPuff Luv            | «Супер-магазин»       | i61                                               |
| 2018 | i61                            | «Листья X Салат»      | Глеб Кузнецов, Павел Смоляков, Кирилл Иванов, i61 |
| 2018 | i61                            | «Woods»               | Катя Бурдужан                                     |
| 2018 | Basic Boy                      | «Дура»                | Kosmodrome                                        |
| 2018 | Basic Boy и Goddem             | «Странные ребята»     | Kosmodrome                                        |
| 2018 | Basic Boy                      | «Цветком»             | Kosmodrome                                        |
| 2018 | i61 и Сгорела                  | «Mr. DJ»              | i61                                               |
| 2019 | i61                            | «Aselia»              | i61, GSM_Garden и Sleeperroof                     |
| 2019 | i61                            | «Breakdown»           | Настя Тусина и Антон Рева                         |
| 2020 | Basic Boy                      | «Долгополов Фристайл» | Alexey Belyaev                                    |
| 2020 | i61                            | «SWAGA BEKA»          | i61, Антон Мирный, Настя Тусина                   |
| 2021 | i61                            | «MANA»                | i61                                               |

## Концертные туры
- 2015 — Showcase Tour (в составе «YungRussia»)
- 2016 — Showcase Tour: Epidode II (в составе «YungRussia»)
- 2016 — Summer Dope
- 2016 — Harvest Time (в составе «YungRussia»)
- 2017 — Jungle Tour

## Комментарии
1. ↑  Музыкально видео выпущено на собственном YouTube-канале Алмаса, но в составе творческого объединения «Dopeclvb»